# 520年
| 千纪： | 1千纪                                                                                           |
| 世纪： | 5世纪 \| 6世纪 \| 7世纪                                                                         |
| 年代： | 490年代 \| 500年代 \| 510年代 \| 520年代 \| 530年代 \| 540年代 \| 550年代                       |
| 年份： | 515年 \| 516年 \| 517年 \| 518年 \| 519年 \| 520年 \| 521年 \| 522年 \| 523年 \| 524年 \| 525年 |
| 纪年： | 庚子年（鼠年）；北魏神龜三年，正光元年；柔然建昌十三年；南朝梁普通元年；高昌义熙十一年          |

## 大事记
- 梁武帝改元普通，開始篤信佛法，被視為南朝梁發展的分水嶺。

## 逝世
- 清河王元怿